# Ophioparmaceae
Ophioparmaceae is een botanische naam voor een familie van korstmossen behorend tot de orde Umbilicariales. Het typegeslacht is Ophioparma.

## Geslachten
De familie bestaat uit de volgende drie geslachten:
- Boreoplaca
- Hypocenomyce
- Ophioparma